# Smrečje, Vrhnika
Smrečje je naselje v Občini Vrhnika. Razložena hribovska vas leži na severnem delu občine, vzhodnem delu Rovtarskega hribovja in v Osrednjeslovenski statistični regiji. Leži na severozahodnem delu zgodovinske dežele Notranjske. Obsega površino 6,5 km2. Sestavljajo ga samotne kmetije in zaselki. V Zgornjem Smrečju stoji stara podružnična cerkev Marijinega Vnebovzetja, zgrajena najpozneje v 13. stoletju. Glavni romarski shod poteka na praznik Marijinega vnebovzetja - 15. avgusta na katerem se zbere veliko število vernikov in romarjev predvsem iz sosednjih župnij in krajev. Cerkev je podružnica župnije Šentjošt nad Horjulom. 
Naselje je ob delavnikih povezano z redno avtobusno linijo preko Podlipe z Vrhniko.
Naselje lahko služi tudi kot izhodišče za izlete: Račevsko jezero, jama pri sv. Treh kraljih, planinska koča Vrh nad Rovtami, Rupnikova linija preko Lavrovca in Golega vrha.